# Giovanni Luigi Bazzoni
Giovanni Luigi Bazzoni (Milano, 1816 – Parigi, settembre 1871) è stato un compositore italiano.

## Biografia
Fece rappresentare due opere nella città natale, la seconda delle quali, Salvator Rosa, con esito "assolutamente negativo". Si trasferì quindi a Parigi, dove insegnò canto e divenne direttore del canto al Théatre-Italien. In quel periodo compose alcune opere per canto e per pianoforte. Dopo un'operetta priva di qualità musicali tornò in Italia, dove la sua ultima opera, Il rinnegato fiorentino, cadde a Torino con una sola rappresentazione. Bazzoni tornò allora a Parigi dove morì in miseria.

## Composizioni

### Opere
- I tre mariti, farsa per musica in un atto, Milano, Teatro della Canobbiana, 24 giugno 1836
- Salvator Rosa, melodramma comico in un atto, Milano, Teatro della Canobbiana, 27 giugno 1837
- Le bandeau de l'amour, operetta, libretto di Hippolyte-Julien-Joseph Lucas, Théâtre des Folies-Nouvelles, 1855
- Le quart d'heure de Rabelais, operetta in un atto, Parigi, Folies-Nouvelles, circa 1858
- Il rinnegato fiorentino, melodramma lirico in quattro atti, Torino, Teatro Regio, 13 febbraio 1864 (tratto da L'assedio di Firenze di Francesco Domenico Guerrazzi)

### Altro
- Melodie vocali
  - Le naufrage
  - Seule au monde
  - La fille de l'hôtesse
  - Le sommeil de l'enfant
  - Basquinette
  - Voici la neige
  - L'hirondelle
- Rimprovero, romanza senza parole per pianoforte
- Farfalla, valse poetique per pianoforte
- Lagrima d'addio, rêverie per pianoforte
- Duetti italiani per canto
  - Le zingare, per soprano e contralto, testi di Carlo Pepoli
  - La sera, per soprano e tenore
  - Il brindisi, per tenore e baritono, testo di Carlo Pepoli
  - La costanza, per mezzosoprano e tenore
  - La pietà, serenata spagnola, per soprano e contralto
  - La fuga della schiava, per soprano e baritono